# Ordenação de tempo
Na teoria quântica de campos a ordenação de tempo é útil para tirar produto de operadores. Esta operação é designada por {\displaystyle {\mathcal {T}}}.
Para dois operadores A (x) e B (y), que dependem em locais de espaço-tempo x e y nós definimos:
{\displaystyle {\mathcal {T}}\left\{A(x)B(y)\right\}:={\begin{cases}A(x)B(y)&{\text{if }}x_{0}>y_{0},\\\pm B(y)A(x)&{\text{if }}x_{0}<y_{0}.\end{cases}}}
Aqui {\displaystyle x_{0}} and {\displaystyle y_{0}} designam as coordenadas-tempo dos pontos x e y.
De forma explícita temos
{\displaystyle {\mathcal {T}}\left\{A(x)B(y)\right\}:=\theta (x_{0}-y_{0})A(x)B(y)\pm \theta (y_{0}-x_{0})B(y)A(x),}
onde {\displaystyle \theta } representa a função de passo Heaviside e o {\displaystyle \pm } depende se os operadores em natureza são Bósonicos ou Férmionicos. Se bosônico, então o sinal de {\displaystyle +} é sempre escolhido, se fermiônico então, o sinal vai depender do número de interligação necessárias para atingir o operador de ordem temporal adequada.
Uma vez que os operadores dependem de sua localização no espaço-tempo (ou seja, não apenas no tempo), esta operação em ordenação de tempo só é coordenada independente se os operadores do tipo espacial  em pontos separados comutam.
Note que a ordenação tempo  é em geral escrita com o argumento de tempo aumentando da direita para a esquerda.
Em geral, para o produto de n operadores de campo A1(t1), …, An(tn) o produto do tempo ordenado dos operadores são definidos da seguinte forma:
{\displaystyle {\mathcal {T}}\{A_{1}(t_{1})A_{2}(t_{2})\cdots A_{n}(t_{n})\}=\sum _{p}\theta (t_{p_{1}}>t_{p_{2}}>\cdots >t_{p_{n}})\varepsilon (p)A_{p_{1}}(t_{p_{1}})A_{p_{2}}(t_{p_{2}})\cdots A_{p_{n}}(t_{p_{n}})}
onde a soma é executada em todo p's e sobre o grupo simétrico  n graus de  permutações  e
{\displaystyle \varepsilon (p)\equiv {\begin{cases}1&{\text{para os operadores bosônicos,}}\\{\text{sinal da permutação}}&{\text{para os operadores fermiônicos.}}\end{cases}}}

## Matriz de dispersão
A matriz de dispersão (ou matriz de espalhamento) de em teoria quântica de campos é um exemplo de um produto de tempo ordenado. A matriz de dispersão transformando o estado em t =−∞ para um estado em t = +∞, pode também ser considerada como uma espécie de "holonomia", análoga à linha de Wilson. Obtemos uma expressão ordenada no tempo devido ao seguinte motivo:
Começamos com esta fórmula simples para o exponencial
{\displaystyle \exp h=\lim _{N\to \infty }\left(1+{\frac {h}{N}}\right)^{N}.}
Agora, considere a evolução discretizada do operador
{\displaystyle S=\cdots (1+h_{+3})(1+h_{+2})(1+h_{+1})(1+h_{0})(1+h_{-1})(1+h_{-2})\cdots }
onde {\displaystyle 1+h_{j}} é o operador de evolução ao longo de um intervalo {\displaystyle [j\varepsilon ,(j+1)\varepsilon ]} de tempo infinitesimal. Os termos de ordem superiores podem ser negligenciados no limite {\displaystyle \varepsilon \to 0}. O operador {\displaystyle h_{j}}  é definido por
{\displaystyle h_{j}={\frac {1}{i\hbar }}\int _{j\varepsilon }^{(j+1)\varepsilon }dt\int d^{3}x\,H({\vec {x}},t).}
Note-se que os operadores de evolução ao longo dos intervalos de tempo "passado" é exibido no lado direito do produto. Nós vemos que a fórmula é análoga à identidade acima satisfeita pelo exponencial, e podemos escrever
{\displaystyle S={\mathcal {T}}\exp \left(\sum _{j=-\infty }^{\infty }h_{j}\right)={\mathcal {T}}\exp \left(\int dt\,d^{3}x\,{\frac {H({\vec {x}},t)}{i\hbar }}\right).}
A única sutileza que tivemos que incluir foi o operador {\displaystyle {\mathcal {T}}} de ordenação de tempo porque os fatores no produto que definem S acima foram tempo-ordenados, também (e os operadores não comutam, em geral) e o operador {\displaystyle {\mathcal {T}}} garante que este ordenação será preservada.